# PROFINET
PROFINET (с англ. Process Field Network — сеть полевого уровня) — открытый промышленный стандарт для автоматизации от ассоциации Ethernet PROFIBUS & PROFINET International (PI). PROFINET использует TCP / IP и IT - стандарты и режим реального времени Ethernet.
Концепция PROFINET имеет модульную структуру, при помощи которой пользователи могут выбрать каскадирование самих функций. Они существенно отличаются в зависимости от типа обмена данными для выполнения отчасти очень высоких требований к скорости.
В PROFINET, существует две перспективы: PROFINET CBA и PROFINET IO. PROFINET CBA подходит для компонентов на основе связи через TCP / IP,  а PROFINET IO используется для общения в режиме реального времени с требованиями в модульных инженерных системах. Обе коммуникационные возможности можно использовать параллельно.
PROFINET IO была разработана для связи реального времени (RT) и изохронного реального времени (IRT) с децентрализованной периферией. Обозначения RT и IRT просто описывают реальные свойства времени для общения в PROFINET IO.
PROFINET CBA и PROFINET IO могут общаться в то же время на одной и той же системной шине. Они могут работать по отдельности или в сочетании, так что подсистема ввода-вывода PROFINET выступает как система PROFINET CBA с точки зрения системы.

## Технология
Для достижения этих функций, определены три протокола разного уровня:
- TCP/IP для PROFINET CBA и ввод в эксплуатацию оборудования с временем реакции в диапазоне от 100 мс.
- RT (Real-Time) протокол реального времени для приложений PROFINET CBA и PROFINET IO с временем цикла до 1 мс
- IRT (Isochronous Real-Time) для приложений PROFINET IO в приводных системах с временем циклов менее 1 мс

Протоколы PROFINET можно записывать и отображать с помощью инструмента анализа сети Ethernet, например, Wireshark. Топологию можно отображать с помощью анализирующих инструментов, наподобие TH Scope.

## Компонентная модель PROFINET (PROFINET CBA)
Система PROFINET CBA состоит из различных компонентов автоматизации. Один компонент охватывает все механические, электрические и IT переменные. Компонент может быть создан с помощью стандартных средств программирования. Компонент описывается с помощью PROFINET Component Description (PCD) , файлом в формате XML. Инструмент планирования загружает эти описания и активирует логические взаимосвязи между отдельными компонентами, которые будут созданы для осуществления установки.
Эта модель была в значительной степени вдохновлена стандартом IEC 61499.
Основная идея CBA в том, что вся система автоматизации может быть разделена на автономные операционные подсистемы. Структура и функции могут оказаться в идентичном или слегка измененном виде в нескольких системах. Каждый компонент обычно управляется изменяемым количеством входных сигналов. В рамках компонента программа управления выполняет требуемые функции и передает соответствующие выходные сигналы на другой контроллер. Сопутствующий инжиниринг не зависит от производителя оборудования. Связь между системами компонентов только настраивается и не требует программирования. Связь с использованием PROFINET CBA (без реального времени) подходит для шин с циклом опроса приблизительно 50 ... 100 мс. Параллельно запущенный RT-канал обеспечивает время цикла, сопоставимое с PROFINET IO (несколько мс).

## PROFINET и периферийные устройства (PROFINET IO)
PROFINET IO  реализовывает интерфейсы периферийных устройств. Он определяет связь с областью соединенную с периферийными устройствами. Основа этой системы заключается в каскадной идее в реальном времени. PROFINET IO определяет весь обмен данными между контроллерами (ведущее устройство) и устройствами (ведомое устройство), а также параметры настройки и диагностики. PROFINET IO предназначена для быстрого обмена данными между областью Ethernet-устройств и поддержания модели  поставщик - потребитель . Устройства находящиеся в области подчинения линии PROFIBUS могут быть интегрированы в системы PROFINET IO без всяких усилий, так же и в IO-Proxy (представитель подчиненной системной шины). Устройство разработчик может реализовать PROFINET IO с любыми коммерчески доступными Ethernet контроллерами. Это хорошо подходит для обмена данными с шинами цикличностью в несколько мс. Конфигурация IO-системы была сохранена практически идентичной системе "look and feel" PROFIBUS. PROFINET IO всегда содержит концепт в режиме реального времени.
Система PROFINET IO состоит из следующих устройств:
- Контроллер ввода-вывода, который управляет задачами автоматизации.
- Устройства ввода-вывода, которые являются областью устройства, контролируются и управляются контроллером ввода-вывода. Устройство ввода-вывода может состоять из нескольких модулей и вспомогательных модулей.
- Руководитель ввода-вывода программного обеспечения базируется, на основе ПК для настройки параметров и диагностики отдельных устройств ввода-вывода .
Application Relation (AR) устанавливается между контроллером ввода-вывода и устройствами ввода-вывода. Эти АR используются, чтобы определить Communication Relations (CR) с различными характеристиками для передачи параметров, циклический обмен данными и обработки аварийных сигналов.
Характеристики устройства ввода-вывода описывается производителем устройства в General Station Description (GSD-файл). Язык, используемый для этой цели GSDML (GSD Markup Language) - язык, основанный на XML. Файл GSD обеспечивает руководство программного обеспечения с основами для планирования конфигурации системы PROFINET IO.

## Адресация PROFINET IO
Каждый модуль в сети PROFINET имеет три адреса:
- MAC-адрес
- IP-адрес
- Имя устройства - логическое имя модуля в рамках общей конфигурации

Поскольку PROFINET использует TCP/IP, используются MAC-адреса и IP-адреса. MAC-адрес меняется при замене устройства. IP-адрес является видом динамической адресации. Для постоянной адресации используется имя устройства. 
Для автоматического назначения IP-адреса, маски подсети и шлюза по умолчанию, определены два метода:
- DCP: Discovery and Configuration Protocol

- DHCP: Dynamic Host Configuration Protocol

## PROFINET в режиме реального времени
В PROFINET IO,  данные обработки и аварийных сигналов всегда передаются в реальном времени (RT). Режим реального времени в PROFINET основан на определении IEEE и IEC, которые допускают лишь ограниченное время для выполнения RT сервисов в рамках цикла шины. RT связь представляет собой основу для обмена данными для PROFINET IO. В режиме реального времени данные обрабатываются с более высоким приоритетом, чем TCP (UDP) / IP данные. RT обеспечивает основу для общения в реальном времени в области распределенной периферии и для компонентной модели PROFINET (PROFINET CBA). Этот тип обмена данными разрешает цикличность шины в диапазоне от нескольких сотен микросекунд.

## PROFINET и изохронные связи
Изохронный обмен данными с PROFINET определен концепцией изохронного реального времени (IRT). В устройствах с функциональностью IRT коммутационные порты интегрированные непосредственно в промышленное устройство. Например, это может быть на основе Ethernet-контроллеров ERTEC 400/200. Продолжительность циклов обмена данными, как правило, находится в диапазоне от нескольких сотен микросекунд до нескольких миллисекунд. Отличием коммуникации в режиме реального времени, по существу, является высокая степень детерминизма, так что начало цикла обмена по шине поддерживается с высокой точностью. Начало цикла обмена по шине может отклоняться не более чем на 1 мкс (дрожание). IRT требуется, например, для приложений управления движением (процессы управления позиционированием).

## Профили
Профили - это предопределённые конфигурации функций и возможностей, доступные через PROFINET для использования в определённых устройствах или приложениях. Они разрабатываются рабочими группами PI (PROFINET International) и публикуются PI. Профили имеют важное значения для открытости, совместимости и взаимозаменяемости, чтобы конечный пользователь был уверен, что похожее оборудование от различных поставщиков работает стандартизированным образом. Таким образом пользователь позволяет развиваться конкуренции, что заставляет поставщиков повышать производительность и снижать затраты.
Существуют также профили PROFINET, например, для кодирующих устройств. Другие профили разрабатываются для управления приводами (PROFIdrive) и для функциональной безопасности (PROFIsafe). Также существуют специальные профили для железнодорожных составов.
Другим примером профиля является PROFIenergy, включающий сервисы для мониторинга потребления энергии в реальном времени. Он был предложен в 2009 году группой немецких автопроизводителей AIDA (Audi, BMW, Mercedes, Porsche и VW), которые хотели иметь стандартизированный способ активного управления потреблением энергии на своих заводах. Целевым назначением этого профиля являются устройства и подсистемы с высоким энергопотреблением, такие как роботы, лазеры и даже линии покраски, применение которого поможет снизить затраты завода на энергопотребление, интеллектуально переключая устройства в «спящий» режимы во время производственных перерывов, как предусмотренных (например, в выходные и простые отключения), так и непредвиденных (например, аварии).

## Основные элементы концепции PROFINET
Разработка: благодаря поддержке интерфейса инструмента Calling, каждый производитель периферийных устройств может внедрить любое TCI-поддерживаемое программное обеспечение и подобрать параметры и диагностику области приборов, не выходя из программы.
Бесконтактное распознавание и замена устройства: все устройства области PROFINET определяют их соседей. Это позволяет заменить устройства без дополнительных инструментов и предварительных знаний в случае неисправности. Прочитав эту информацию, топология системы может быть наглядно представлена.
Параметры сервера: индивидуально настроенные данные могут быть загружены любым производителем (например, через TCI) и автоматически преобразованы в параметры сервера. Перезагрузка также выполняется автоматически при замене устройства.
Детерминизм: PROFINET поддерживает детерминированный трафик, например, для высокоточных задач управления.
Резервирование: понятие резервирование определено в PROFINET и оно значительно повышает доступность системы. Имеет все свойства сети ProfiBus

## Организация
PROFINET определяется PROFIBUS & PROFINET International (PI) и при поддержке Клуба INTERBUS и, начиная с 2003 года, является частью IEC 61158 и IEC 61784 стандартов.